# Bíbor bunkógomba
A bíbor bunkógomba (Alloclavaria purpurea) a palánkagombafélék családjába tartozó, Eurázsiában és Észak-Amerikában honos, fenyvesekben élő, nem ehető gombafaj. 

## Megjelenése
A bíbor bunkógomba termőteste 2,5-10 cm magas és 2-6 mm vastag. Alakja egyenes vagy kissé hajlott pálcikaszerű, hengeres vagy kissé orsós, néha kissé lapított. Nem ágazik el, ritkán némileg csavarodhat vagy hosszanti barázda húzódhat rajta, csúcsa általában lekerekített. Felszíne száraz, sima vagy finoman hamvas. Színe halványbíbor vagy bíborbarna, hússzínű; idősen kifakul. Töve halványabb, esetleg fehéres.
Húsa puha, törékeny, színe fehéres vagy halványbíboros. Szaga és íze nem jellegzetes. 
Spórapora fehér. Spórája ellipszis alakú, sima, mérete 8,5-12 x 4-4,5 µm. 

### Hasonló fajok
A kifakult példányokhoz a szürke bunkógomba hasonlíthat, esetleg a szintén bíborszínű, de sűrűn elágazó ametiszt-korallgombával téveszthető össze. 

## Elterjedése és termőhelye
Eurázsiában és Észak-Amerikában honos. Inkább északon, Skandináviában gyakori.
Fenyvesekben, általában luc és erdeifenyő alatt, mohás talajon található meg, többnyire többedmagával, sűrű nyalábokban. Szaprotrófnak gondoltak, de újabban felmerült, hogy a mohákkal vagy a fenyőkkel szimbiotikus kapcsolatban áll. Nyáron és ősszel terem.

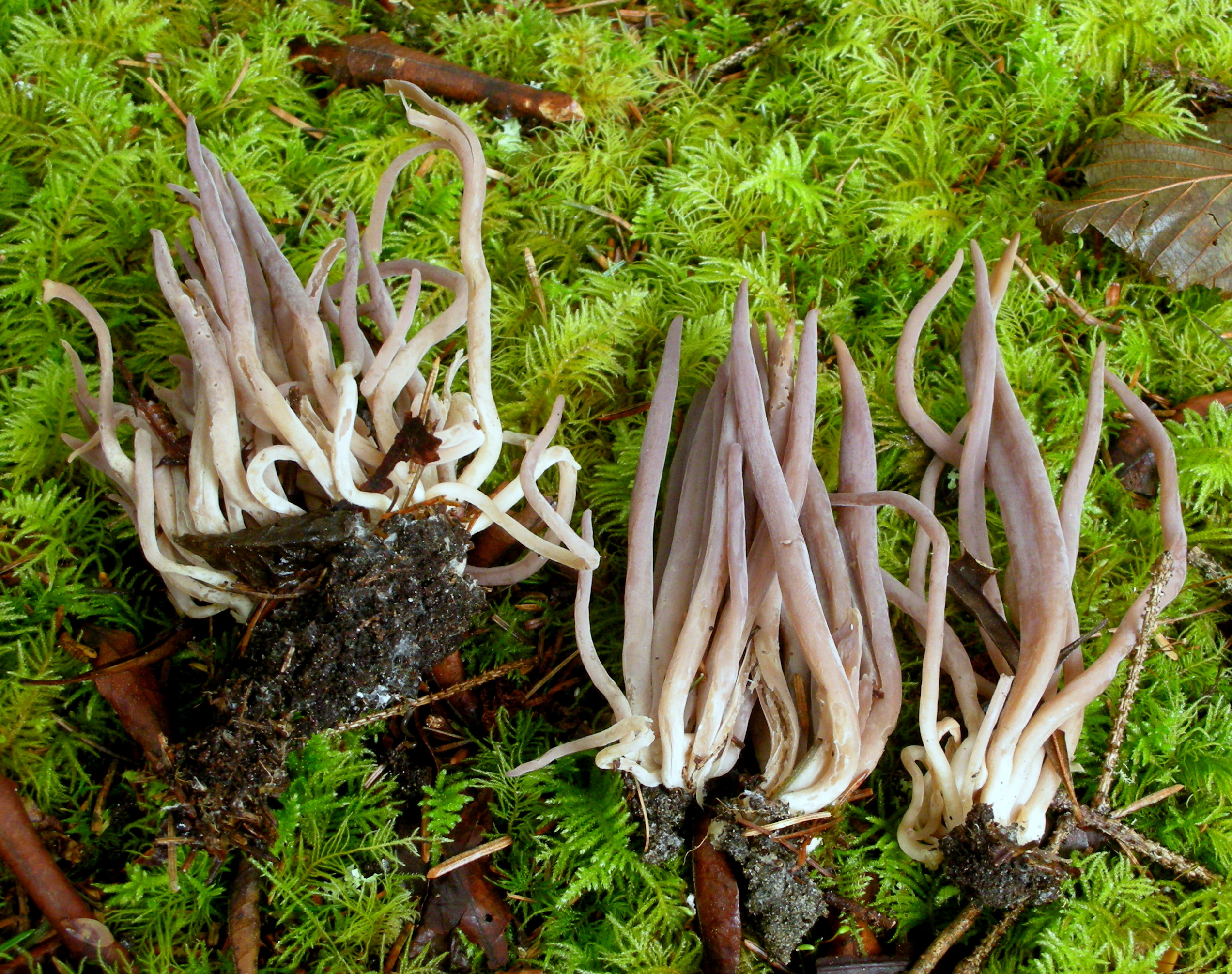
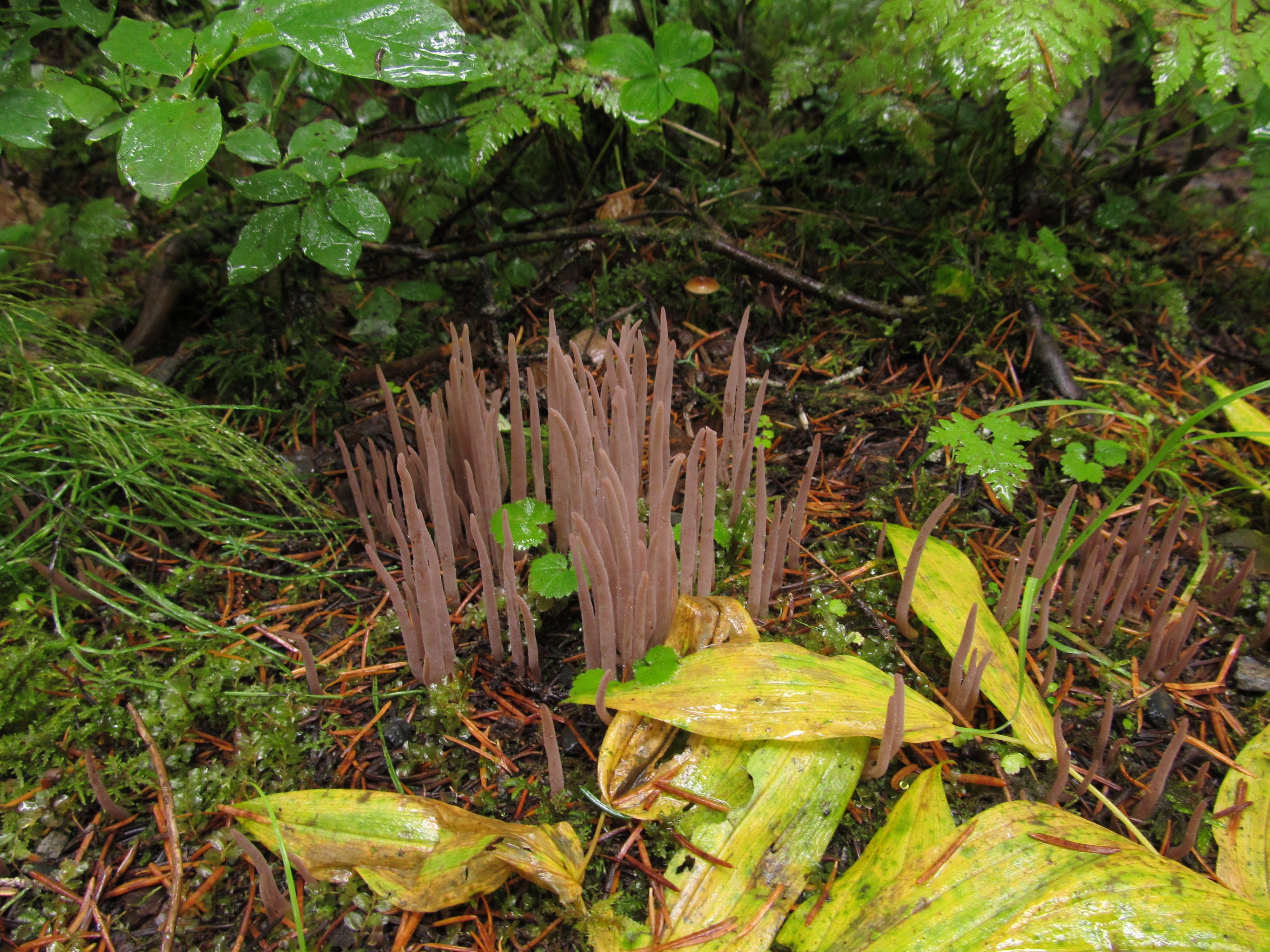
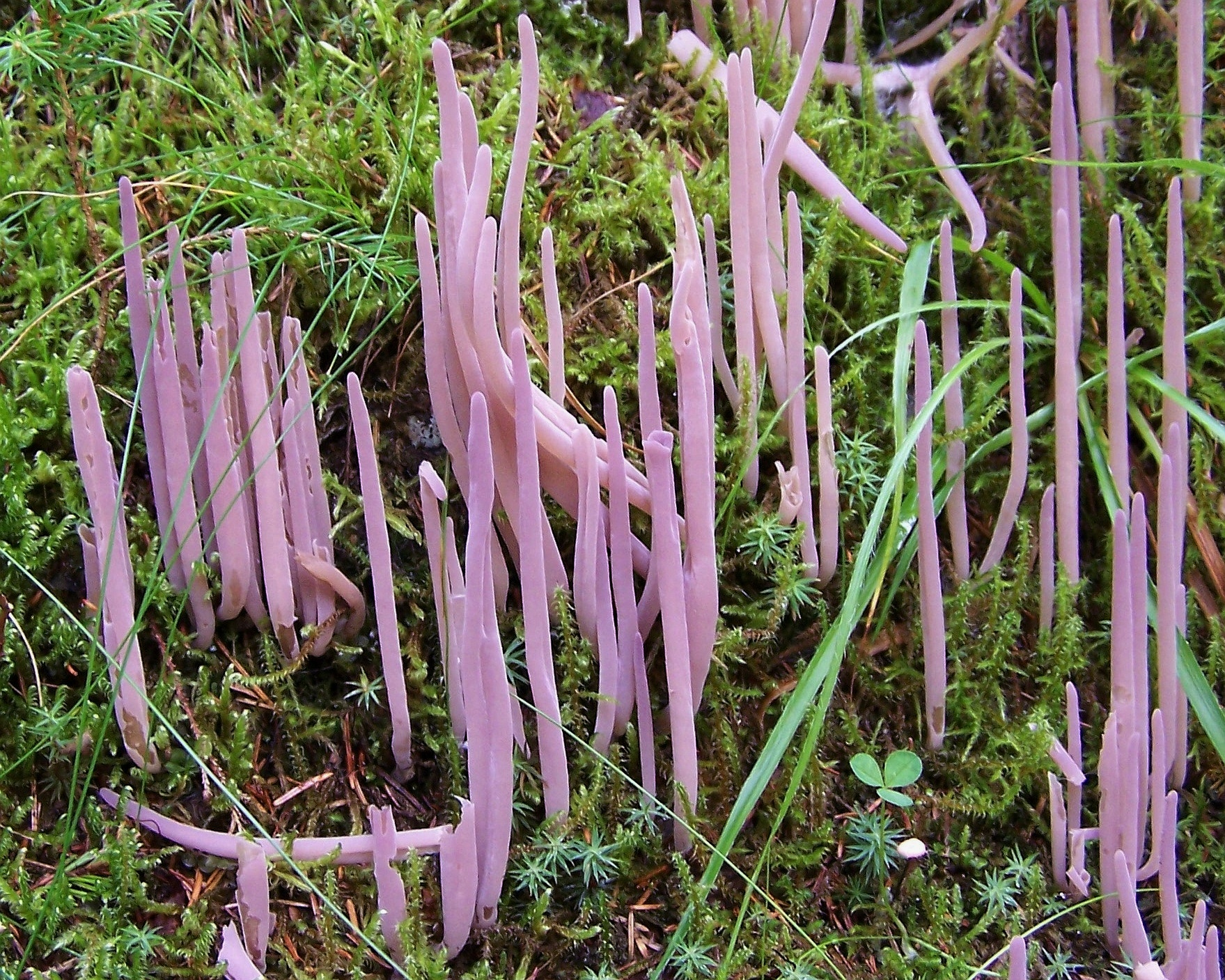
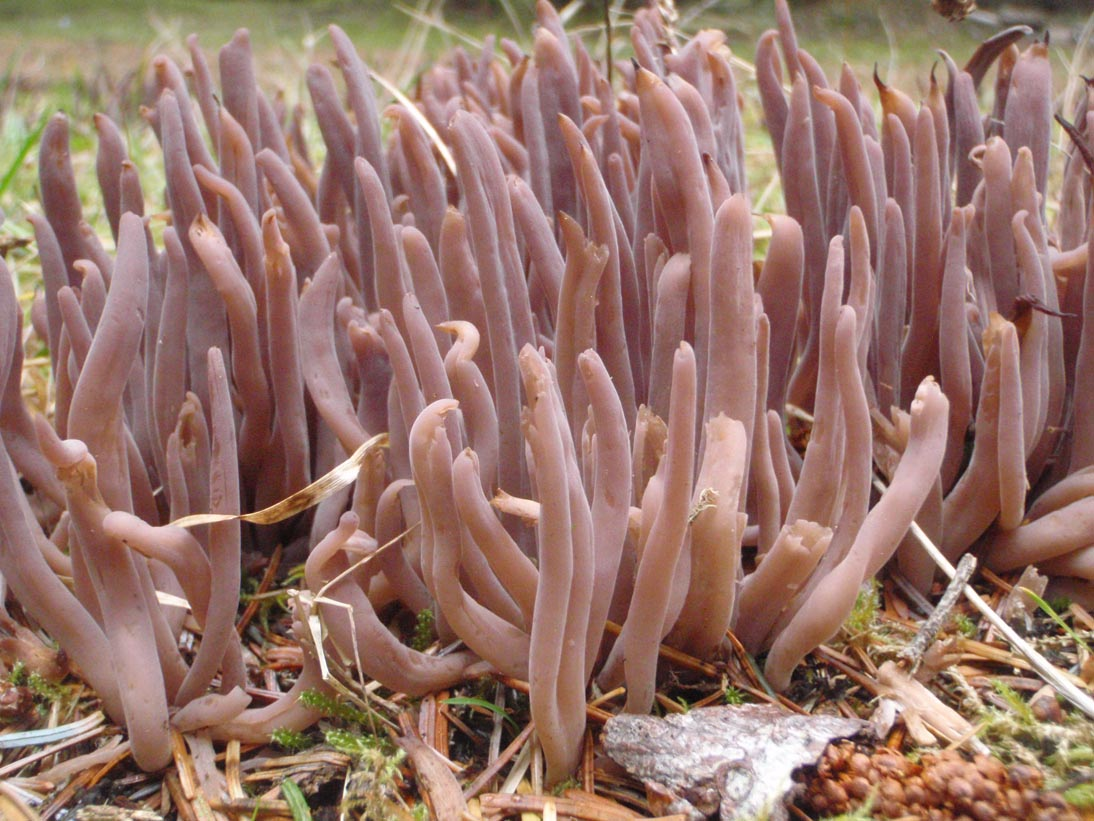

Nem ehető. 